# Soompi
Soompi es uno de los más grandes y antiguos sitios web en inglés, que proveen cobertura de la cultura de Corea, con artículos y datos que varían entre el K-pop y el K-drama (principalmente) a nivel mundial. Posee una de las más grandes comunidades internacionales de Internet para K-pop,  mayormente concentrada en sus foros Archivado el 22 de mayo de 2012 en Wayback Machine. globales. Soompi trabaja con las agencias de entretenimiento coreano más importantes tales como JYP Entertainment, S.M. Entertainment, y YG Entertainment. Soompi presume una dedicada base de usuarios de numerosos países.

## Historia
Soompi fue fundado en 1998 por la promotora de webs coreano-americana, Susan Kang; el sitio generó rápidamente atracción entre los fanes de todo el mundo. En febrero de 2011, Soompi fue adquirido por Enswers, Inc., una compañía de incursión con sede en Seúl especializada en tecnologías de búsqueda de vídeos, y opera como una subsidiaria propia de ella. Soompi lanzó Soompi France en 2011 y Soompi Spanish en 2012.